# Kutlowiza-Gletscher
Der Kutlowiza-Gletscher (bulgarisch ледник Кутловица lednik Kutlowiza) ist ein 9,4 km langer und 4,2 km breiter Gletscher an der Oskar-II.-Küste des Grahamlands auf der Antarktischen Halbinsel. In den Aristotle Mountains fließt er von den Südosthängen des Madrid Dome in südöstlicher Richtung zum Belogradtschik-Gletscher.
Britische Wissenschaftler kartierten ihn 1976. Die bulgarische Kommission für Antarktische Geographische Namen benannte ihn 2012 nach der Ortschaft Kutlowiza im Nordosten Bulgariens.